# Mercedes (ort i Honduras, Departamento de Ocotepeque, lat 14,43, long -89,15)
Mercedes är en ort i Honduras.   Den ligger i departementet Departamento de Ocotepeque, i den västra delen av landet, 210 km väster om huvudstaden Tegucigalpa. Mercedes ligger 1 402 meter över havet och antalet invånare är 984.
Terrängen runt Mercedes är kuperad åt nordväst, men åt sydost är den bergig. Terrängen runt Mercedes sluttar brant västerut. Runt Mercedes är det ganska tätbefolkat, med 58 invånare per kvadratkilometer. Närmaste större samhälle är Nueva Ocotepeque, 3,6 km väster om Mercedes. Omgivningarna runt Mercedes är en mosaik av jordbruksmark och naturlig växtlighet.